# Kizuna Ichigeki
Kizuna Ichigeki (キズナ一撃? lett. "Colpo del legame") è un film d'animazione del 2011 diretto da Mitsuru Hongo.
La pellicola, con elementi del genere del film d'arti marziali, è stata prodotta dallo studio Ascension per il progetto PROJECT A 2010. L'anime si inserisce nelle lista di titoli appositamente animati grazie ai fondi dell'Agenzia per gli Affari Culturali del governo giapponese e che prevedono di essere impiegati per l'allenamento di giovani animatori.

## Trama
Partecipando ad un prestigioso torneo di arti marziali, la giovane Kizuna sconfigge senza sforzo il pluripremiato campione in carica Everest Choyama, che sviene appena viene a sapere di essere stato sconfitto da un'atleta così giovane e per di più una femmina(!). Incuriosita dalla strana giovane, che scompare appena ritirato il premio in denaro, la giornalista Hanaka Masaka segue Kizuna fino alla sua casa. Lì, cercando di ottenere un'intervista esclusiva dalla campionessa, fa la conoscenza della curiosa famiglia della ragazza: un nonno fondatore dello stile Todoroki, un padre atleta e maestro della scuola familiare ed una madre in viaggio da anni per poter diventare una vera campionessa. Come adottata dalla famigliola, Hanaka scopre che il premio vinto da Kizuna serve a coprire i debiti accumulati dal nonno e che la dichiarazione di Everest e del suo complice risulta dunque particolarmente pericolosa per i karateka: Kizuna ha infatti vinto il torneo tre giorni prima del compimento dei suoi tredici anni e perciò chiunque la sfidi e vinca l'incontro prima del compleanno della ragazza potrà essere dichiarato immediatamente vero ed unico campione. Seguono giorni di scontri finché, viscidamente, Everest si propone come ultimo sfidante. Kizuna, troppo stanza per combattere ancora viene protetta dal rustico gatto familiare: Jingoro, che sfida Everest e trionfa grazie ad un'insospettata maestria nelle arti marziali, in uno stile perfezionato in anni di vagabondaggio attraverso la natura ostile, prima di incontrare i Todoroki.

## Personaggi
Kizuna Todoroki ( 轟キズナ?, Todoroki Kizuna)
Doppiata da Kiyono Yasuno
 Kintarō Todoroki  (轟キンタロー?, Todoroki Kintarō)
Doppiato da Keiji Fujiwara
 Goal Todoroki ( 轟ゴール?, Todoroki Gōru)
Doppiato da Masaki Terasoma
Hanaka Masaka
Doppiata da Ikumi Hayama
 Akane Todoroki (轟あかね?, Todoroki Akane)
Doppiata da Sayuri
Everest Chōyama
Doppiato da Rikiya Koyama